# Montillana
Montillana è un comune spagnolo di 1 338 abitanti situato nella comunità autonoma dell'Andalusia.